# 默氏鰭美洲鱥
默氏鰭美洲鱥（學名：Pteronotropis merlini），為輻鰭魚綱鯉形目雅羅魚科的其中一個種，分布北美洲美國阿拉巴馬州喬克塔哈奇河流域，本魚體呈橢圓形且側扁，繁殖中的雄魚尾鰭起點有一個人字形黑色斑點，與側面的深黑色條紋分開，尾鰭和臀鰭呈橙色，側線有35至42個鱗片，背鰭軟條7-9枚、臀鰭軟條8-11枚，體長可達5.4公分，棲息在沙泥底質、植被生長的溪流，常見於殘礫與植物之中，生活習性不明。

## 扩展阅读
維基物種上的相關：默氏鰭美洲鱥